# کیم-جو گوانگ-سو
کیم-جو گوانگ-سو (کره‌ای: 김조광수 ; متولد ۲۶ مارس ۱۹۶۵) که با نام پیتر کیم نیز شناخته می‌شود، کارگردان، فیلمنامه‌نویس، تهیه‌کننده فیلم و فعال حقوق دگرباشان جنسی اهل کره جنوبی است.

## حرفه
کیم-گوانگ-سو در ناحیه سئونگبوک سئول به دنیا آمد. او گرایش جنسی خود را در سال ۲۰۰۶ فاش کرد و به‌طور قانونی نام خود را به کیم جو گوانگ سو تغییر داد. کیم جو یکی از معدود کارگردانان فیلم همجنس‌گرا کره جنوبی است و در ساخت آثار متعددی با موضوعات دگرباشان جنسی نقش داشته‌است.
او با کارگردان Leesong Hee-il برای تولید فیلم بدون پشیمانی در سال ۲۰۰۶ که به عنوان «اولین فیلم واقعی همجنسگرایان کره ای» شناخته می‌شود، همکاری کرد. او در سال ۲۰۰۸ اولین فیلم کوتاه خود را با نام Boy Meets Boy و همچنین دو فیلم بعدی را کارگردانی و نوشت: فقط دوستان؟ (۲۰۰۹) و LOVE، ۱۰۰ درجه سانتیگراد (۲۰۱۰). اولین فیلم بلند او، دو عروسی و یک تشییع جنازه در سال ۲۰۱۲ منتشر.

## زندگی شخصی
کیم جو یک مراسم عروسی عمومی و غیرقانونی را با پخش کننده فیلم دیوید کیم سونگ-هوان (همسرش از سال ۲۰۰۴) در سئول در ۷ سپتامبر ۲۰۱۳ برگزار کرد که اولین مورد از این نوع در کشوری بود که ازدواج همجنس گرایان را به رسمیت نمی‌شناسد. . تدارک عروسی آنها و خود مراسم موضوع مستند My Fair Wedding ساخته جانگ هی-سان در سال ۲۰۱۵ بود.

## فیلم‌شناسی

### کارگردان
- ۲۰۰۸ Boy Meets Boy
- ۲۰۰۹ فقط دوستان؟
- ۲۰۱۰ Ghost (با من باش)
- ۲۰۱۰ LOVE، ۱۰۰ درجه سانتیگراد
- ۲۰۱۲ دو عروسی و یک تشییع جنازه
- ۲۰۱۴ یک شب فقط

### نویسنده
- ۲۰۰۸ Boy Meets Boy
- ۲۰۰۹ فقط دوستان؟
- ۲۰۱۰ LOVE، ۱۰۰ درجه سانتیگراد
- ۲۰۱۴ یک شب فقط

### تهیه‌کننده
- ۲۰۰۱ Wanee &amp; Junah
- ۲۰۰۲حسادت نام وسط من است
- ۲۰۰۴ خیلی ناز
- ۲۰۰۵ The Red Shoes
- ۲۰۰۶ پشیمان نیست
- ۲۰۰۷ دفتر خاطرات خانم قدیمی
- ۲۰۰۷ Boys of Tomorrow
- ۲۰۰۷ پورن سازی برای Dummies
- ۲۰۰۷ جبهه آزادسازی راه شیری
- ۲۰۱۰ Ghost (با من باش)
- ۲۰۱۰ جدا شدن
- ۲۰۱۱ Detective K: Secret of the Virtuous Widow
- ۲۰۱۱ مشتری
- ۲۰۱۵ Detective K: Secret of the Lost Island
- جو پیل هو: خشم طلوع۲۰۱۹